# Lemat Yonedy
Lemat Yonedy – podstawowe narzędzie w wielu zagadnieniach teorii kategorii i w jej zastosowaniach do innych dziedzin matematyki, zwłaszcza do geometrii algebraicznej. Lemat ten dotyczy funktorów reprezentowalnych poprzez funktory główne (zwane też hom-funktorami) i opisuje ogólną postać transformacji naturalnych tych funktorów. Stosuje się go m.in. przy zanurzaniu danej kategorii w kategorię funktorów oraz przy pewnych zagadnieniach jednoznacznej faktoryzacji.

## Sformułowanie lematu Yonedy
Załóżmy, że {\displaystyle {\mathfrak {A}}} jest kategorią lokalnie małą. Zbiór morfizmów {\displaystyle X\to Y} kategorii {\displaystyle {\mathfrak {A}}} będziemy oznaczać symbolem {\displaystyle \mathrm {Hom} (X,Y).} Symbolem {\displaystyle \mathrm {Hom} (A,-)} oznaczymy kowariantny funktor główny, przyporządkowujący każdemu morfizmowi {\displaystyle g\colon X\to Y} indukowane przekształcenie {\displaystyle \mathrm {Hom} (A,g)} zbioru {\displaystyle \mathrm {Hom} (A,X)} w zbiór {\displaystyle \mathrm {Hom} (A,Y)} określone wzorem {\displaystyle \mathrm {Hom} (A,g)(\lambda )=g\circ \lambda } dla {\displaystyle \lambda \in \mathrm {Hom} (A,X).}
Lemat Yonedy. Załóżmy, że {\displaystyle A} jest ustalonym obiektem w {\displaystyle \mathrm {Ob} {\mathfrak {A}},} {\displaystyle F\colon {\mathfrak {A}}\to \mathbf {Set} } jest funktorem kowariantnym, a {\displaystyle \Phi =\{\Phi _{X}\}_{X\in {\mathrm {Ob} }{\mathfrak {A}}}} jest transformacją naturalną {\displaystyle \Phi _{X}\colon {\mathrm {Hom} }(A,X)\to F(X)} funktora {\displaystyle \mathrm {Hom} (A,-)} w funktor {\displaystyle F.} Wówczas istnieje dokładnie jeden element {\displaystyle u\in F(A)} taki, że
|  |  | {\displaystyle \Phi _{X}(f)=F(f)(u)} dla {\displaystyle f\in \mathrm {Hom} (A,X),} |  | (1) |

gdzie element {\displaystyle u} dany jest wzorem
|  |  | {\displaystyle u=\Phi _{A}({\mathrm {id} }_{A}).} |  | (2) |

Odwrotnie, jeśli {\displaystyle F\colon {\mathfrak {A}}\to \mathbf {Set} } jest dowolnym funktorem kowariantnym, {\displaystyle A\in \mathrm {Ob} {\mathfrak {A}}} i określimy element {\displaystyle u} wzorem (2) to (1) wyznacza transformację naturalną {\displaystyle \Phi _{X}\colon \mathrm {Hom} (A,X)\to F(X).} Ponadto przyporządkowanie {\displaystyle \Phi \leftrightarrow u} jest wzajemnie jednoznaczne.
Na powyższym schemacie diagram zewnętrzny ilustruje złożenia morfizmów (jest przemienny na mocy definicji transformacji naturalnej), a diagram wewnętrzny ilustruje przyporządkowania elementów.
Dowód lematu Yonedy polega na bezpośrednim sprawdzeniu ujawniających się tu zależności.
Kontrawariantna wersja lematu Yonedy dotyczy kontrawariantnego funktora głównego {\displaystyle \mathrm {Hom} (-,A).} Rozumowania są analogiczne.